# Волки из Мерси-Фоллз
Волки из Мерси-Фоллз — это популярная серия романов американской писательницы Мэгги Стивотер. Каждая из них описывает события, происходящие с молодыми людьми Грейс и Сэмом. Романы стали бестселлерами и переведены на множество языков мира, в том числе на русский, немецкий, французский, итальянский, венгерский, болгарский, шведский, чешский и многие другие.

## Сюжет
В описанном Стивотер мире волки-оборотни страдают от загадочной «болезни»: они превращаются в людей, когда у них поднимается температура, когда температура нормальная — они становятся волками. Основная тема книги — поиски лекарства, которое позволило бы оборотням оставаться людьми.
1. «Дрожь». Одиннадцатилетнюю Грейс едва не убили волки, но один из них её спас. Шесть лет спустя пропадает Джек Калпепер, и в его исчезновении винят волков, и на них начинается охота. Грейс спасает одного из них, и он оказывается оборотнем Сэмом, тем самым её волком.
2. «Превращение». Сэм вновь учится жить в человеческом облике, но Грейс превращается в оборотня. Её родители против встреч дочери с Сэмом, а в стае появляется новый волк Коул, существование которого ставит под угрозу всю стаю.
3. «Вечность». Грейс и Сэм борются за свою любовь, ведь на волков идёт охота. В конце концов Грейс соглашается на рискованное лечение от оборотничества.
4. «Грешник». Дополнительная история про двух персонажей цикла — Коула и Изабель. Все думают, что знают историю Коула. Слава. Зависимость. Падение. Исчезновение. Но лишь несколько человек знает его самую мрачную тайну — его способность перевоплощаться в волка. И одной из этих людей является Изабель. С одной стороны, возможно, они даже любили друг друга. Но, кажется, что это было целую вечность назад. Теперь Коул вернулся. Он снова в центре внимания. Снова в опасной зоне. Снова в жизни Изабель. Можно ли этого грешника спасти?

## Серия книг
На данный момент официально вышло 4 книги в период с 2009 по 2014 год.
| Год  | Русское название | Оригинальное название |
| ---- | ---------------- | --------------------- |
| 2009 | Дрожь            | Shiver                |
| 2010 | Превращение      | Linger                |
| 2011 | Вечность         | Forever               |
| 2014 | Грешник          | Sinner                |

Эксклюзивными правами на издание «Волков из Мерси-Фоллз» владеет издательство «Эксмо». Оно опубликовало первые три книги цикла в переводе Ирины Тетериной. В 2017 году стало известно, что издательство не планирует издавать 4-ю книгу в связи с тем, что продажи автора сильно упали. В 2019 году издательство Freedom выпустило все четыре книги в переводе Е. М. Ефимовой.

## Критика
Как пишет К. Кроссен, «ликантропия в работе Стивотер традициональна, поскольку символизирует собой потерю субъективного человеческого „Я“… Усилия устранить или исцелить волчью натуру в серии „Волки из Мерси-Фоллз“ напоминает классического вервольфа, для которого ликантропия однозначно является проклятием». По мнению Б. Хьюза, серия является «исключительной как по качеству написания, так и по тому, как автор избегает господствующих подходов в описании волков-оборотней»